# 特罗亚
特罗亚（義大利語：Troia），是意大利福贾省的一个市镇。总面积167.21平方公里，人口7421人，人口密度44.4人/平方公里（2009年）。ISTAT代码为071058。